# ヤブタビラコ属
ヤブタビラコ属　Lapsanastrum はキク科の小型の草本の群。

## 特徴
小型の草本で1年草か越年草。根出葉が多数あってロゼット状になる。葉身は羽状に裂ける。頭花は小さく、総苞は円柱状をしており、総苞片は2列に並び、外の列は小さくて、内側は5-8片からなっている。頭花に含まれる小花はすべて舌状花で、花弁の先端には5個の歯があり、色は黄色。痩果は長楕円形でやや扁平になっており、毛があってその表面には不均一な10-13の肋がある。先端は嘴状になっており、冠毛はない。染色体の基本数は x = 8 。

## 分布と種
北東アジアに4種があり、日本には以下の2種がある。
- Lapsanastrum　ヤブタビラコ属
  - L. apogonioides　コオニタビラコ
  - L. humile ヤブタビラコ

## 分類
ここに所属するものは、従来はLapsana に含めていたもので、重要な特徴と考えられたのは痩果に冠毛がないことである。しかし近年の再検討でこの属にまとめられることとなった。Lapsana の和名はヤブタビラコ属が用いられてきたが、該当の種が属から出たことで変更となり、現在はナタネタビラコ属である。この属に含まれる種は日本には自生しないが、ヨーロッパ原産のナタネタビラコ L. commnis は最近になって日本で帰化の記録がある。
なお、本属はオニタビラコ属 Yungia に近縁なものと位置づけられている。この属と本属の種に関しては両者の雑種がよく発見されることから従来から近縁ではないかとの考えが示されていたこともあり、さらには両者を同属にまとめるべきとの説もある。